# واهه شاهوردیان
واهه (فلوبر) سورنی شاهوردیان (Վահե (Ֆլոբեր) Սուրենի (Սուրիկի) Շահվերդյան؛ زادهٔ ۱۹ اوت ۱۹۴۵) یک کارگردان تئاتر، مجری تلویزیونی و سیاستمدار اهل ارمنستان است که از تاریخ ۱۹۹۵ تا تاریخ ۱۹۹۹ نمایندگی دوره اول مجلس ملی جمهوری ارمنستان را برعهده داشت.

## زندگی‌نامه
وی در ۱۹ اوت ۱۹۴۵ در وانادزور به دنیا آمد و در سال ۱۹۷۱ از آکادمی دولتی هنرهای زیبای ارمنستان فارغ‌التحصیل گشت. بین سال‌های ۱۹۹۶ تا ۲۰۰۸ در فرهنگستان دولتی تئاتر سوندوکیان فعالیت می‌کرد. وی از سال ۱۹۹۲ تا کنون انستیتو دولتی هنرهای زیبای ایروان فعالیت می‌کند. وی برنده جوایزی همچون چهره هنری شایسته ارمنستان شوروی, مدال موسس خورناتسی (۱۹۹۶) و هنرمند مردمی جمهوری ارمنستان است. پسر وی سورن شاهوردیان نیز کارگردان تئاتر و مجری تلویزیونی می‌باشد